# IUPAC命名法

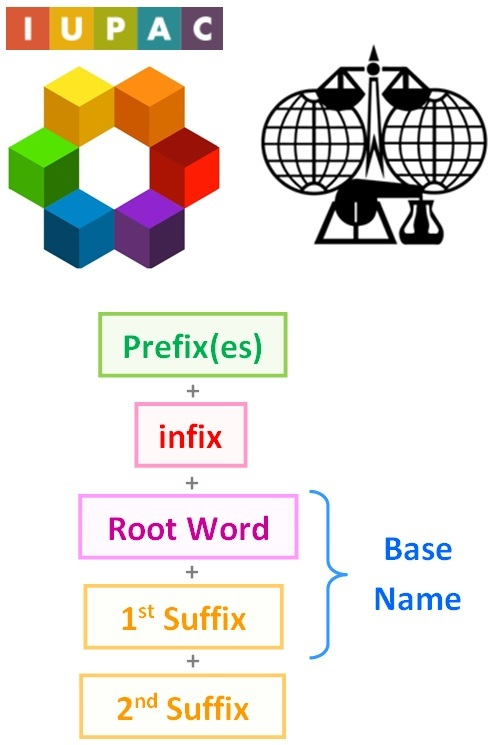
根据IUPAC命名法的化学名称的主要结构：前缀（Prefix〔es〕）+中缀（infix）+词根（Root Word）+第一后缀（1st Suffix）+第二后缀（2nd Suffix），词根与第一后缀构成基本名称（Base Name）

国际纯粹与应用化学联合会化学命名法（英語：International Union of Pure and Applied Chemistry chemical nomenclature、IUPAC nomenclature of chemistry），简称IUPAC化学命名法或IUPAC命名法（IUPAC nomenclature），该命名法是一套用于命名化合物以及描述概括化学和生物化学的建议。国际纯粹与应用化学联合会（IUPAC）是化学命名和术语的国际权威机构，它规定从有机到无机、从分子到高分子及各方面化学术语。IUPAC已将命名法出版为一系列的颜色书。

## IUPAC颜色书籍
- 总则（General）
  - 化学命名原理（Principles of Chemical Nomenclature: a Guide to IUPAC Recommendations）
- 蓝皮书（Blue Book）
  - 有机化学命名法，A、B、C、D、E、F和H部（Nomenclature of Organic Chemistry, Sections A, B, C, D, E, F, and H）
  - 有机物IUPAC命名法指南，1993年推荐（A Guide to IUPAC Nomenclature of Organic Compounds, Recommendations 1993）
- 金皮书（Gold Book）：
  - 化学术语概略（Compendium of Chemical Terminology）
- 绿皮书（Green Book）：
  - 物理化学中的量、单位和符号（Quantities, Units and Symbols in Physical Chemistry）
- 橙皮书（Orange Book）：
  - 分析命名概略（Compendium of Analytical Nomenclature）
- 紫皮书（Purple Book）：
  - 高分子命名概略（Compendium of Macromolecular Nomenclature）
- 红皮书（Red Book）：
  - 无机化学命名法，IUPAC2005年推荐（Nomenclature of Inorganic Chemistry - IUPAC Recommendations 2005）
  - 无机化学命名法，1990年推荐（Nomenclature of Inorganic Chemistry, Recommendations 1990）
  - 无机化学命名法第二部，2000年推荐（Nomenclature of Inorganic Chemistry II. Recommendations 2000）
  - 怎样命名无机物质，1977年（How to Name an Inorganic Substance, 1977）
- 银皮书（Silver Book）
  - 临床实验科学术语及命名法概略（Compendium of Terminology and Nomenclature of Properties in Clinical Laboratory Sciences）
- 白皮书（White Book）
  - 生物化学命名法及相关文档（Biochemical Nomenclature and Related Documents）

## IUPAC命名法
IUPAC已发布的命名法有：
- 有机化学命名法，E部：立体化学
- 有机化学命名法，F部：天然产物和有关化合物
- 有机化学命名法，H部：同位素标记化合物
- 修订的杂环命名法Hantzsch-Widman系统的延伸
- 对于有机化学的可变价的命名法（Lambda约定）
- 规则A-1.1和A-2.5的扩充，关于有机化学中的数字
- 具有累积双键的环状有机物命名法（Delta约定）
- 修订的基、离子、基离子及相关物种的命名法
- 有机化学类名和基与结构的反映中间产物的术语表
- 立体化学基本术语
- 稠环及桥稠环系统的命名法
- 蕃命名法，第一部分：蕃的母体名称
- 扩展及修订的命名多环化合物的von Baeyer系统（包括双环化合物）
- 扩展及修订的螺化合物的命名法
- 修订的F部：天然产物和有关化合物
- C60-Ih及C70-D5h(6)球碳的命名法
- 蕃命名法，第二部分：加氢度的修正和蕃母体取代产物
- 球碳的编号

## 命名标准化的历史
1787年，路易-贝尔纳·吉东·德·莫尔沃与法国化学家贝托莱、富克鲁瓦和拉瓦锡合作发表了他的命名法建议。
然而，这项工作仅涵盖了如今所谓的无机化合物。随着19世纪有机化学的扩展以及对有机化合物结构的更深入理解，对更全球化、标准化命名法的需求变得更加突出。经过一系列会议，其中第一次会议由奥古斯特·凯库勒于1860年创立，1892年日内瓦命名法正式诞生。
另一个名为国际化学学会联合会 (International Association of Chemical Societies，缩写：IACS) 的组织也于1911年提出了新组织机构应对解决的重要主张。这些主张包括：
- 无机和有机化学命名法，
- 原子量的标准化，
- 物理常数的标准化，
- 编辑物质属性表，
- 设立工作审查委员会，
- 出版物格式标准化，
- 防止重复发生相同情况所需的措施。

该实体还于1913年成立了一个委员会，但其工作因第一次世界大战的爆发而中断。
1919年，第一次世界大战结束后，一群化学家创建了国际纯粹与应用化学联合会（IUPAC），旨在规范和扩展命名法，同时组建科学家联盟，加强国际科学贸易。1921年，他们任命了有机、无机和生物化学命名委员会。2019年，IUPAC迎来了成立100周年。

## 使用
IUPAC指出，“作为其主要活动之一，IUPAC制定建议，为特定科学领域建立明确、统一和一致的命名法和术语，通常呈现为：特定化学学科的术语表；与一组属性相关的术语定义；化合物及其类别的命名法；特定领域的术语、符号和单位；特定领域的术语分类和使用；以及特定领域中呈现数据的惯例和实践标准。”建议发表在IUPAC的期刊《纯粹与应用化学》、公开的IUPAC标准在线数据库、IUPAC色标书和其他出版物上。《纯粹与应用化学》期刊在出版的次年可免费获取。
领导命名法和术语工作的两个IUPAC机构是第八分部——化学命名法和结构表示以及术语、命名法和符号跨部门委员会。

## 无机化学命名法
国际纯粹与应用化学联合会 (IUPAC) 建立了一套标准化的无机化合物命名体系。这些规则发布在一系列统称为《无机化学命名法》（Nomenclature of Inorganic Chemistry）的书籍中，通常被称为“《红皮书》”。

## 有机化学命名法

### 取代命名法
取代命名法是最重要且应用最广泛的命名系统。它基于对一个主要官能团的命名，该官能团作为前缀或后缀添加到碳骨架的名称中。碳骨架中的一个氢原子被该官能团取代——这就是取代原则。
当存在多个官能团时，其中一个被指定为主要基团，并以后缀表示。主要基团根据IUPAC建立的优先级列表进行选择。其余基团将被视为前缀，并附加到主碳链名称上。主碳链的选择遵循一系列严格的规则，按顺序应用，直到确定单个最终链。

### 基官能／基团功能团命名法
该系统基于将功能类别命名为主要基团（不带后缀），而将分子的其余部分视为一个或多个基团。

### 加成命名法
在加法命名法中，名称来源于添加了一个或多个原子的母结构。这种方法通常用于氢的加成，用前缀“hydro”表示。

### 减除／缺失命名法
减除命名法与加成命名法相反。它使用从母体结构中去除一个或多个原子的名称。该系统主要用于去除氢原子，用前缀“dehydro”（脱氢）表示。将环上所有甲基完全替换为氢原子，用前缀“nor”表示。该系统主要用于天然产物的命名。

### 置换（替换、替代）命名法
置换命名法允许指定碳链以及碳原子被其他原子取代的位置——这与上文所述的取代命名法不同，后者指定了氢原子的取代。
根据IUPAC规则，该命名系统“如果允许显著简化”系统名称，则允许使用。在描述定义明确的聚乙二醇 (PEG) 时，通常就是这种情况。

## 排版规则
IUPAC命名法附有排版惯例。以下是主要规则的摘要。
- 大写字母： 常见化学名称用小写字母书写： halomon（哈洛蒙（英语：Halomon））、manzamine A。商标或商业名称使用大写字母，并且必须包含适当的商标符号（® 或 ™）：Tylenol®、Aspirin™。如果名称出现在句首或标题中，则无论其印刷惯例如何，都应大写。[5]

- 斜体：外来词组通常用斜体表示（如果已经用斜体表示，则用罗马字体表示）：叔丁基氯。然而，许多英语化学期刊不鼓励这种做法。斜体也用于：
  - 环融合中的小写字母：噻吩并[3,2-b]呋喃
  - 用于芳烃取代模式（英语：Arene replacement pattern）的邻位、间位、对位（ortho、meta、para）的字母o、m和p
  - 表示取代位置的元素符号：N（氮）-苄基（N-benzyl）、O（氧）-乙酰基（O-acetyl）等。
  - 标记氢原子位置的符号H：3H（氢）-吡咯（3H-pyrrole）
  - 结构和立体化学描述符（英语：Descriptor (chemistry)）：sec、tert、cis、trans、r、c、t、R、S、R⁎、S⁎、rel、Z、E、abeo、retro。（注意：iso、cyclo、homo、nor和seco不以斜体表示。）
- 糖：D（右）和L（左）立体构型描述符通常以比其余文本小2点的字体大小书写：1-O-乙酰-D-葡萄糖。
- （+）和（−）符号：立体化学描述符中使用的减号（−）应该是短划线（–），而不是连字符号（-），以确保与加号的印刷平衡：(−)-酒石酸
- 元音省略：系统名称可能导致双元音，例如aa或ao。 IUPAC规则 R-0.1.7针对这些情况。以下是简要的总结：
  - 省略a的情况如下：
    - 当杂环化合物名称中后接元音时：四唑（tetrazole）
    - 当乘法前缀中后接a或o时：pentaoxyde → pentoxyde，tetraol → tetrol

  - 替代命名法中不会出现省略：1,4,7,10-四氧杂十一烷（1,4,7,10-tetraoxaundecane）
- 标点：
  - 词缀之间或逗号后不使用空格分隔位置：2-溴辛烷（2-bromooctane）、N-亚硝基脲（N-nitrosourea）
  - 最后的前缀和母烷名称之间没有空格或连字符：N-亚硝脲
  - 在多环化合物中，括号内的位点（英语：Locant）用句点（.）（而不是逗号,）分隔，并且括号周围没有空格：1,8-二氮杂二环[5.4.0]十一碳-7-烯（1,8-Diazabicyclo[5.4.0]undec-7-ene）
  - 对于杂环化合物，杂原子的位置使用逗号（,）括号可以用空格或连字符与名称的其余部分分隔：[1,3,2]oxazaphosphepane（氧氮杂磷杂环庚烷）或1,3,2-oxazaphosphepane

### 大写
将系统化学名称的首字母或整体大写遵循一些简单的规则。诸如sec、tert、ortho、meta、para、α、β、D、L、(+)、(−)、(R)、(S)或位置符之类的前缀不被视为主要名称的一部分。因此，如果需要，名称主要部分的首字母应该大写。某些前缀，尤其是那些从不斜体的前缀，例如cyclo、iso、neo或spiro，被视为主要名称的一部分，应相应地大写。
例如：
- 2-aminoethanol（2-氨基乙醇）必须在句首写为“2-Aminoethanol”（2-氨基乙醇），因为该名称的主要部分（不包括位置符）是氨基乙醇。

- 出于同样的原因，N,N-diisopropylethylamine（N,N-二异丙基乙基胺）变为“N,N-Diisopropylethylamine”。位置符号 (N) 保持大写和斜体。

- isopropanol（异丙醇）变成“Isopropanol”，而不是isoPropanol，因为“iso”（异）是主名称的一部分。

### 化学名称的字母顺序
遵循大写规则，根据名称的主要部分，而不是前缀或位置，将化学名称按字母顺序排列。这意味着索引和字母顺序排序应忽略非必需的前缀，并专注于核心名称——即，在句子开始时将大写的部分。
当化学文献开始包含索引时，这种方法就变得很有必要。例如，分子Butanol（丁醇）应始终归类于字母B开头进行索引，而不是1（1-丁醇，1-butanol）或N（n-丁醇，n-butanol）。